# 朴淑鉉
朴 淑鉉（パク・スッキョン、朝鮮語: 박숙현、1924年4月7日 - 2006年4月8日）は、大韓民国の政治家。第8・9・10代韓国国会議員、第11代大韓らい協会会長、第21・22・23代韓国社会福祉協議会会長などを歴任した。
本貫は密陽朴氏、号は梧山（オサン、오산）。

## 経歴
日本統治時代の慶尚北道清道郡出身。ソウル大学校医科大学、同校大学院卒（医学博士）。民主共和党政策委員会副議長、慶尚北道保健課長、保健福祉部副技監、朴正煕大統領秘書官、青瓦台経済・社会秘書官、大韓結核協会理事、第11代大韓らい協会（現・韓国ハンセン福祉協会）会長（1978年7月～1980年4月）、第21・22・23代韓国社会福祉協議会長（1989年2月28日～1997年1月20日、通算）などを務めた。
2006年4月8日、老衰により死去。享年82。